# Scybalocanthon
 Scybalocanthon  ist eine Gattung der Käfer, die in Mittel- und Südamerika verbreitet ist. Soweit ihre Lebensweise bekannt ist, ernähren sie sich von Exkrementen. Derzeit werden 17 Arten dieser Gattung zugeordnet.

## Merkmale
Bei den Arten der Gattung Scybalocanthon handelt es sich um vergleichsweise kleine Blatthornkäfer. Neben den für Blatthornkäfer typischen Merkmalen zeichnen sie sich gegenüber nahe verwandten Gattungen wie Canthon vor allem durch verschiedene anatomische Merkmale aus. So fehlt dem Pygidium der basale Rand, der ihn vom Propygidium trennt und das Proepisternum besitzt keine Kiele oder Dentikel am seitlichen Rand. Weitere Charakteristika betreffen die männlichen Genitalien sowie den Bau der Beine, speziell der Tarsen.

## Systematik
Die Gattung Scybalocanthon wurde 1948 von Antonio Martínez für die Art S. moniliatus, ehemals Canthon moniliatus, als Typus beschrieben. Bis 1956 beinhaltete die Gattung drei Arten, durch eine Neubeschreibung und Revision durch Francisco Silvério Pereira und Martínez 1956 wurden sechs weitere Canthon-Arten in die Gattung aufgenommen und eine neue Art beschrieben. Weitere Neubeschreibungen von Arten der Gattung folgten erst 1972, 2010 und 2011.
Die Gattung enthält aktuell insgesamt 17 Arten:
- S. arcabuquensis Molano & Medina 2010
- S. balachowskyi Martínez & Halffter 1972
- S. cyanocephalus (Harold 1868)
- S. darlingtoni (Paulian 1939)
- S. imitans (Harold 1868)
- S. kastneri (Balthasar 1939)
- S. kelleri Pereira & Martínez 1956
- S. korasakiae Silva 2011
- S. maculatus (Schmidt 1920)
- S. moniliatus (Bates 1887)
- S. nigellus (Schmidt 1922)
- S. nigriceps (Harold 1868)
- S. pinopterus (Kirsch 1873)
- S. pygidialis (Schmidt 1922)
- S. sexspilotum (Guérin-Méneville, 1855)
- S. trimaculatus (Schmidt 1922)
- S. zischkai Martínez 1949

Obwohl keine entsprechenden Arbeiten vorliegen, ist anzunehmen, dass die Gattungen Scybalocanthon und Canthon phylogenetisch sehr eng verwandt sind.